# Bostrychoplites valens
Bostrychoplites valens är en skalbaggsart som beskrevs av Pierre Lesne 1899. Bostrychoplites valens ingår i släktet Bostrychoplites och familjen kapuschongbaggar. Inga underarter finns listade i Catalogue of Life.